# Agnieszka Gortel
Agnieszka Gortel (* 20. März 1977) ist eine polnische Langstreckenläuferin, die sich auf Straßenläufe spezialisiert hat.
2008 wurde sie als Gesamtzweite beim Piła-Halbmarathon polnische Meisterin im Halbmarathon. Im Jahr darauf wurde sie Fünfte beim Dębno-Marathon, verteidigte ihren Halbmarathon-Meistertitel als Gesamtsiegerin in Piła und gewann den Posen-Marathon.
2010 wurde sie Zweite beim Krakau-Marathon, verteidigte ihre Titel in Piła, wurde Zehnte beim Berlin-Marathon und gewann die Grand 10 Berlin.
Agnieszka Gortel wird von Jerzy Skarżyński trainiert und startet für den Verein TS AKS Chorzów.

## Persönliche Bestzeiten
- 10-km-Straßenlauf: 34:08 min, 10. Oktober 2010, Berlin
- Halbmarathon: 1:12:52 h, 5. September 2010, Piła
- Marathon: 2:37:08 h, 11. Oktober 2009, Posen